# Kvarntjärnen (Gräsmarks socken, Värmland)
Kvarntjärnen är en sjö i Sunne kommun i Värmland och ingår i Göta älvs huvudavrinningsområde.